# Леонард, Бобби
Уильям Роберт «Слик» Леонард (англ. William Robert "Slick" Leonard; 17 июля 1932, Терре-Хот, штат Индиана — 13 апреля 2021) — американский профессиональный баскетболист и тренер. В качестве тренера трижды приводил команду «Индиана Пэйсерс» к чемпионскому титулу АБА (1970, 1972 и 1973). В качестве игрока становился чемпионом NCAA в сезоне 1952/1953 годов в составе команды «Индиана Хузерс». Член Зала славы баскетбола с 2014 года.

## Биография
Леонард родился 17 июля 1932 года в Терре-Хоте, штат Индиана. Он учился в средней школе Герстмайер. Он играл за баскетбольную команду Университета Индианы, где в 1953 году выиграл чемпионат NCAA.
Бобби был выбран под 10-м номером на драфте НБА 1954 года командой «Балтимор Буллетс». Он провёл большую часть своей игровой карьеры за «Лейкерс» (4 года в Миннеаполисе и после переезда команды 1 год в Лос-Анджелесе) и 2 года в «Чикаго Пэкерс/Зефирс» (в 1961 году был выбран на драфте расширения НБА «Пэкерс»). В последнем сезоне в качестве игрока Леонард был играющим тренером «Зефирс». В следующем году команда переехала в Балтимор, а Бобби тренировал команду ещё один год.
В 1968 году Бобби Леонард стал главным тренером клуба Американской баскетбольной ассоциации «Индиана Пэйсерс», где отработал 12 лет, последние четыре сезона в НБА. Он привёл «Пэйсерс» к трём чемпионствам АБА, ещё до слияния двух лиг в июне 1976 года. После объединения команда продала ведущих игроков из-за финансового бремя, которое было введено в результате слияния. Поэтому Бобби не мог собрать боеспособную команду в первые четыре сезона команды в НБА.
В 1985 году Леонард вернулся в Индиану, но уже в качестве комментатора на телевидении, а затем на радио. Его отличительной чертой была фраза «Бум, детка!» (англ. "Boom, baby!"), произносимая им после каждого забитого трёхочкового.
13 марта 2011 года Леонард перенёс сердечный приступ вскоре после выездной победы «Пэйсерс» над «Нью-Йорк Никс».
8 августа 2014 года был избран в Зал славы баскетбола.

## Статистика

### Статистика в НБА
| Сезон                                                                                    | Команда       | Регулярный сезон | Регулярный сезон | Регулярный сезон | Регулярный сезон | Регулярный сезон | Регулярный сезон | Регулярный сезон | Регулярный сезон | Регулярный сезон | Регулярный сезон | Регулярный сезон | Серия плей-офф | Серия плей-офф | Серия плей-офф | Серия плей-офф | Серия плей-офф | Серия плей-офф | Серия плей-офф | Серия плей-офф | Серия плей-офф | Серия плей-офф | Серия плей-офф |
| Сезон                                                                                    | Команда       | GP               | GS               | MPG              | FG%              | 3P%              | FT%              | RPG              | APG              | SPG              | BPG              | PPG              | GP             | GS             | MPG            | FG%            | 3P%            | FT%            | RPG            | APG            | SPG            | BPG            | PPG            |
| ---------------------------------------------------------------------------------------- | ------------- | ---------------- | ---------------- | ---------------- | ---------------- | ---------------- | ---------------- | ---------------- | ---------------- | ---------------- | ---------------- | ---------------- | -------------- | -------------- | -------------- | -------------- | -------------- | -------------- | -------------- | -------------- | -------------- | -------------- | -------------- |
| 1956/57                                                                                  | Миннеаполис   | 72               |                  | 27,0             | 34,9             |                  | 77,2             | 3,1              | 2,3              |                  |                  | 11,0             | 5              |                | 40,8           | 42,0           |                | 88,5           | 6,0            | 7,6            |                |                | 21,4           |
| 1957/58                                                                                  | Миннеаполис   | 66               |                  | 31,4             | 33,5             |                  | 76,5             | 3,6              | 3,3              |                  |                  | 11,2             | Не участвовал  | Не участвовал  | Не участвовал  | Не участвовал  | Не участвовал  | Не участвовал  | Не участвовал  | Не участвовал  | Не участвовал  | Не участвовал  | Не участвовал  |
| 1958/59                                                                                  | Миннеаполис   | 58               |                  | 27,6             | 37,3             |                  | 75,0             | 3,1              | 3,2              |                  |                  | 9,2              | 13             |                | 35,9           | 36,4           |                | 80,0           | 3,4            | 5,4            |                |                | 12,2           |
| 1959/60                                                                                  | Миннеаполис   | 73               |                  | 28,4             | 32,2             |                  | 70,5             | 3,4              | 3,5              |                  |                  | 8,2              | 9              |                | 23,0           | 29,9           |                | 64,3           | 1,1            | 5,0            |                |                | 6,4            |
| 1960/61                                                                                  | Лейкерс       | 55               |                  | 10,9             | 29,5             |                  | 71,0             | 1,3              | 1,5              |                  |                  | 3,5              | 7              |                | 6,6            | 20,8           |                | 25,0           | 0,9            | 1,7            |                |                | 1,6            |
| 1961/62                                                                                  | Чикаго Пэкерс | 70               |                  | 35,2             | 37,5             |                  | 75,2             | 2,8              | 5,4              |                  |                  | 16,1             | Не участвовал  | Не участвовал  | Не участвовал  | Не участвовал  | Не участвовал  | Не участвовал  | Не участвовал  | Не участвовал  | Не участвовал  | Не участвовал  | Не участвовал  |
| 1962/63                                                                                  | Чикаго Зефирс | 32               |                  | 27,5             | 34,3             |                  | 69,4             | 2,1              | 4,5              |                  |                  | 7,1              | Не участвовал  | Не участвовал  | Не участвовал  | Не участвовал  | Не участвовал  | Не участвовал  | Не участвовал  | Не участвовал  | Не участвовал  | Не участвовал  | Не участвовал  |
|                                                                                          | Всего         | 426              |                  | 27,3             | 34,9             |                  | 74,5             | 2,9              | 3,3              |                  |                  | 9,9              | 34             |                | 27,2           | 35,7           |                | 75,5           | 2,6            | 4,9            |                |                | 9,8            |
| Наведите курсор мыши на аббревиатуры в заголовке таблицы, чтобы прочесть их расшифровку. |               |                  |                  |                  |                  |                  |                  |                  |                  |                  |                  |                  |                |                |                |                |                |                |                |                |                |                |                |